# مجموعة مكلارين
مجموعة مكلارين هي مجوعة شركات لصناعة وتطوير سيارات السباق يملكها ممتلكات الشركة البحرينية، مركزها هو مركز مكلارين للتكنولوجيا في بلدة ووكينغ جنوب شرق بريطانيا، عمل الشركة يتمحور حول إدارة وتطوير فريق فودافون مكلارين مرسيدس لسباق سيارات فورميلا 1.

## فروع الشركة
- فريق سباق مكلارين : الشركة التي تقف خلف فريق فودافون مكلارين مرسيدس لسباق سيارات فورميلا 1.
- شركة مكلارين للسيارات: شركة لإنتاج سيارت الطرق العادية.
- مكلارين للأنظمة الإلكترونية: وتعنى بتطوير التقنيات الإلكترونية في سيارات السباق.
- مكلارين للتسويق.